# Пьотър Глен
Пьотър Петрович Глен (на руски: Пётр Петрович Глен; на немски: Peter von Glehn) e руски ботаник, пътешественик, географ и хидрограф, изследовател на Приамурието и Сахалин.

## Произход и младежки години (1835 – 1860)
Роден е на 27 октомври 1835 година в малко градче Ялгимяе, Естония (тогава в пределите на Руската империя), в немско семейство. През 1860 завършва Физико-математическия факултет на Университета в Дерпт (сега Тарту, Естония), като защитава дипломна работа на тема: „Флора окрестностей Дерпта“ (на немски: „Flora der Umgebung Dorpats“), която е публикувана същата година.

## Експедиционна дейност (1860 – 1867)
Малко преди Глен да се дипломира, Русия присъединява към своята територия обширни земи в Приамурието, Приморието и остров Сахалин. За изследването на тези райони Руското географско дружество организира голяма експедиция и за неин ръководител е назначен помощник-директора на Ботаническата градина в Дерпт Фьодор Шмид, впоследствие академик, който поканва Глен (тогава все още студент) в експедицията в качеството си на помощник на старшия геолог. На 1 март 1860 г. Глен е зачислен в експедицията. Същия месец отпътува от Петербург и през май пристига в горното течение на река Амур, по която се спуска до Николаевск на Амур и на 16 юли отплава за Сахалин. От края на юли 1860 до август 1862 изследва вътрешността на острова. Пръв изяснява орографията на Сахалин, на запад и изток – планински хребети – Западен и Източен и между тях долините на реките Тим и Поронай, на север – равнинен терен, а северно от Охинския провлак – два хълмисти меридионални рида с долина между тях. Освен че изяснява орографията на острова, Глен събира обширен материал от геоложки, ботанически и етнографски колекции.
През септември 1862 се завръща в Николаевск на Амур и от там заедно с ръководителя на експедицията заминава за Петербург. През 1868 отчетите за пътешествието му са издадени на руски и немски език и са отпечатани в „Трудах Сибирской экспедиции Императорского Русского географического общества“.

## Следващи години (1867 – 1876)
През януари 1867 е назначен за младши консерватор в Имперската ботаническа градина, а от февруари 1870 – за старши консерватор. През този период Глен се занимава с обработката на ботаническите колекции събрани от експедициите на Герхард Майдел (1868 – 1870) и Александър Чекановски (1869 – 1875).
Умира на 4 април 1876 година в Санкт Петербург на 40-годишна възраст.

## Памет
Неговото име носят залив на източното крайбрежие на Сахалин, връх (294 м) в Западния хребет на острова и няколко вида растения.

## Трудове
- „Flora der Umgebung Dorpats“. // Arch. Naturk. Liv-, Ehst-u. Kurlands, 2. Ser., 1860, Bd. 2, S. 489 – 574. Отдельно: Dorpat, 1860. 88 S. (674 таксона).
- Шмидт Ф. Б. и Глен П. П. Труды Сибирской экспедиции Императорского Русского географического общества. Физический отдел. Т. 1. Исторические отчёты. СПб. 1868.
- „Verzeichniss der im Witim-Olekma Lande von den Herren J. S. Poljakow und Baron G. Maydell gesammelten Pflanzen“. // Тр. С.-Петерб. ботан. сада, 1876, т. 4, вып. 1, с. 1 – 96.